# Katastrofa lotnicza we Lwowie
Katastrofa lotnicza we Lwowie – katastrofa lotnicza, która miała miejsce 27 lipca 2002 w czasie pokazów lotniczych na lotnisku Skniłów (obecnie Port lotniczy Lwów). Podczas pokazów akrobacji ciężki myśliwiec Suchoj Su-27 należący do zespołu Ukrainian Falcons rozbił się o płytę lotniska. W następstwie katastrofy zginęło 77 osób, a 543 zostały ranne.

## Przebieg
Samolot był pilotowany przez dwóch pilotów. Podczas akrobacji na małej wysokości pilot stracił kontrolę nad samolotem, który uderzył w ziemię i wpadł w tłum ludzi, gdzie nastąpiła eksplozja i pożar paliwa. Piloci katapultowali się z maszyny już po kontakcie z ziemią i doznali niegroźnych obrażeń na skutek przeciążeń.
Zginęło 77 osób, w tym 28 dzieci. Ponad 350 widzów zostało rannych, niektórzy cierpieli na poważne zaburzenia psychiczne po tym, co zobaczyli.

## Następstwa katastrofy
Prezydent Ukrainy Łeonid Kuczma publicznie obwiniał wojsko za katastrofę oraz odwołał szefa sił powietrznych gen. Wiktora Strelnikowa i kilku wyższych oficerów.  W dniu tragedii ówczesny minister obrony Ukrainy Wołodymyr Szkydczenko złożył dymisję, lecz nie została ona przyjęta.
24 czerwca 2005 sąd wojskowy skazał pilota Wołodymyra Toponara oraz drugiego pilota Jurija Jehorowa na odpowiednio czternaście i osiem lat pozbawienia wolności. Sąd uznał, że piloci oraz trzej inni urzędnicy wojskowi byli winni niestosowaniu się do nakazów, zaniedbań oraz naruszenia zasad bezpieczeństwa lotu. Dwóch z trzech urzędników zostało skazanych na okres do sześciu lat pozbawienia wolności, ostatni otrzymał cztery lata. Ponadto Wołodymyr Toponar otrzymał nakaz zapłaty 7,2 miliona hrywien ($ 1,42 miliona; € 1,18 miliona) w ramach rekompensaty dla rodzin ofiar, natomiast Jehorow 2,5 miliona hrywien. Instruktor lotów został zwolniony z odpowiedzialności, ze względu na brak dowodów.
Po wyroku Toponar ogłosił, że planuje odwołanie się od niego, twierdząc, że wypadek był spowodowany problemami technicznymi oraz nieprawidłowym planem lotów.